# Keresztelő Szent János-fatemplom (Magyarberkesz)
A magyarberkeszi Keresztelő Szent János-fatemplom műemlékké nyilvánított épület Romániában, Máramaros megyében. A romániai műemlékek jegyzékében az  MM-II-m-B-04520 sorszámon szerepel.